# Bastiais
 (signalé en juin 2025).
Si vous disposez d'ouvrages ou d'articles de référence ou si vous connaissez des sites web de qualité traitant du thème abordé ici, merci de compléter l'article en donnant les références utiles à sa vérifiabilité et en les liant à la section « Notes et références ».
- Archive Wikiwix
- Bing
- Cairn
- DuckDuckGo
- E. Universalis
- Gallica
- Google
- G. Books
- G. News
- G. Scholar
- Persée
- Qwant
- (zh) Baidu
- (ru) Yandex
- (wd) trouver des œuvres sur Wikidata

Le Bastiais, pays bastiais ou région bastiaise est une région naturelle de France située dans le nord-est de la Corse, autour de la ville de Bastia.

## Géographie

### Situation
Le Bastiais est situé au nord-est de la Corse et fait partie de la circonscription départementale de la Haute-Corse. Bastia, métropole locale et chef-lieu du département, est sise au nord de l'ensemble. Le territoire dessine en quelque sorte un triangle avec pour extrémités Miomo au nord, Ponte-Leccia à l'ouest et Taverna au sud.
Les villages de la région bastiaise occupent majoritairement les coteaux de la basse vallée du Golo et les piémonts de la côte tyrrhénienne.

### Relief
L'altitude du territoire s'élève depuis le niveau de la mer jusqu'aux 1 767 mètres du Monte San Petrone.

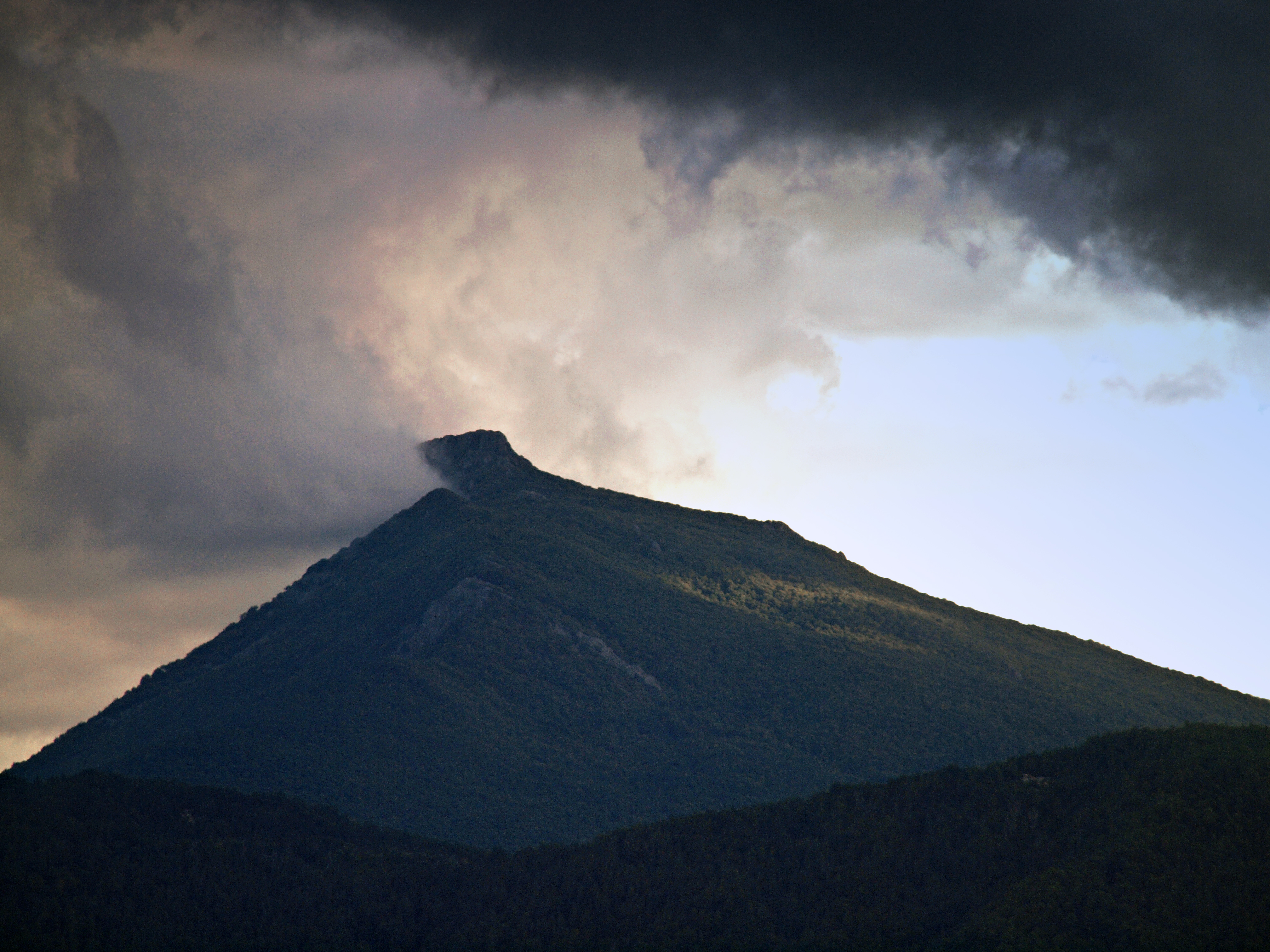
Monte San Petrone.
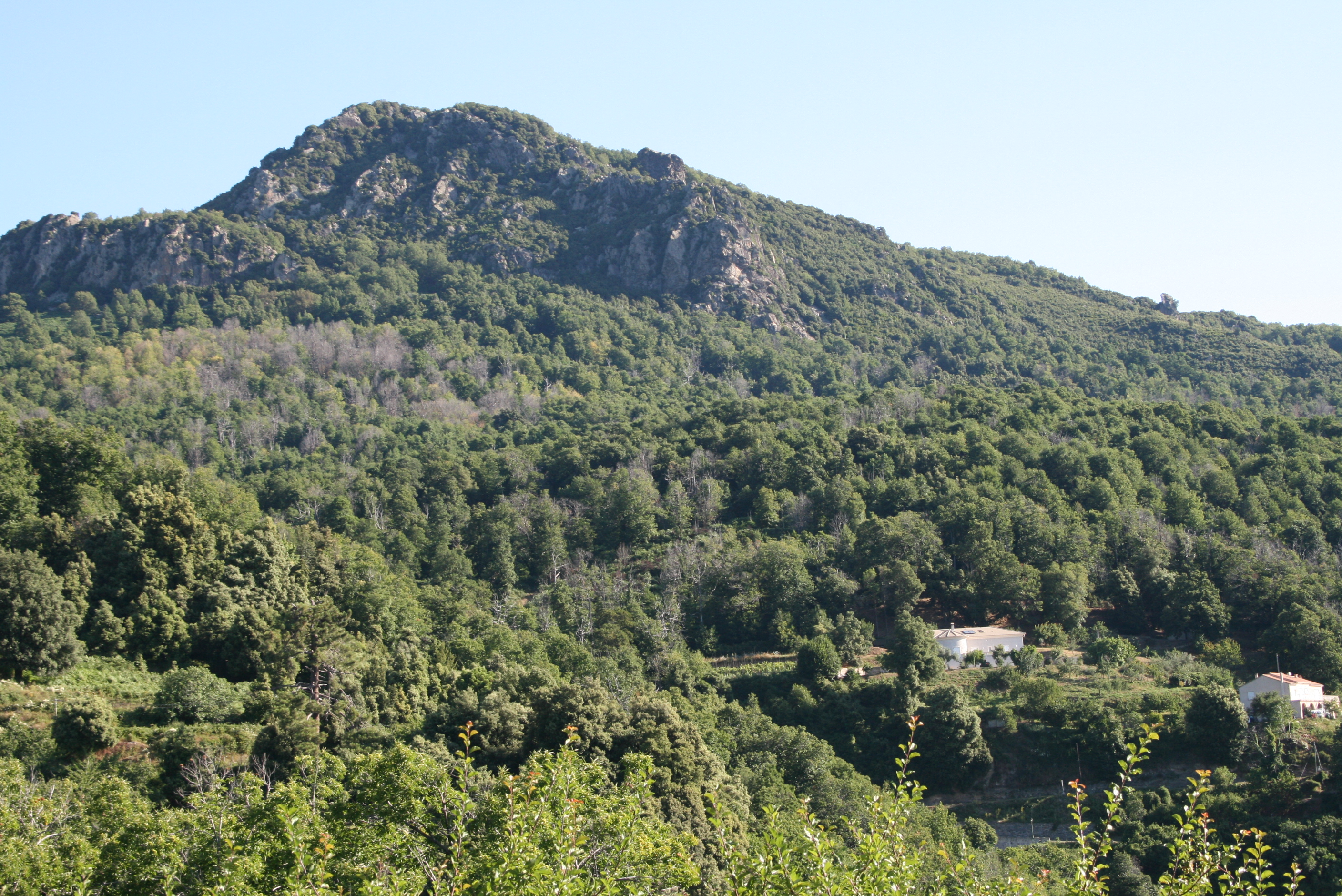
Monte Sant'Angelo.
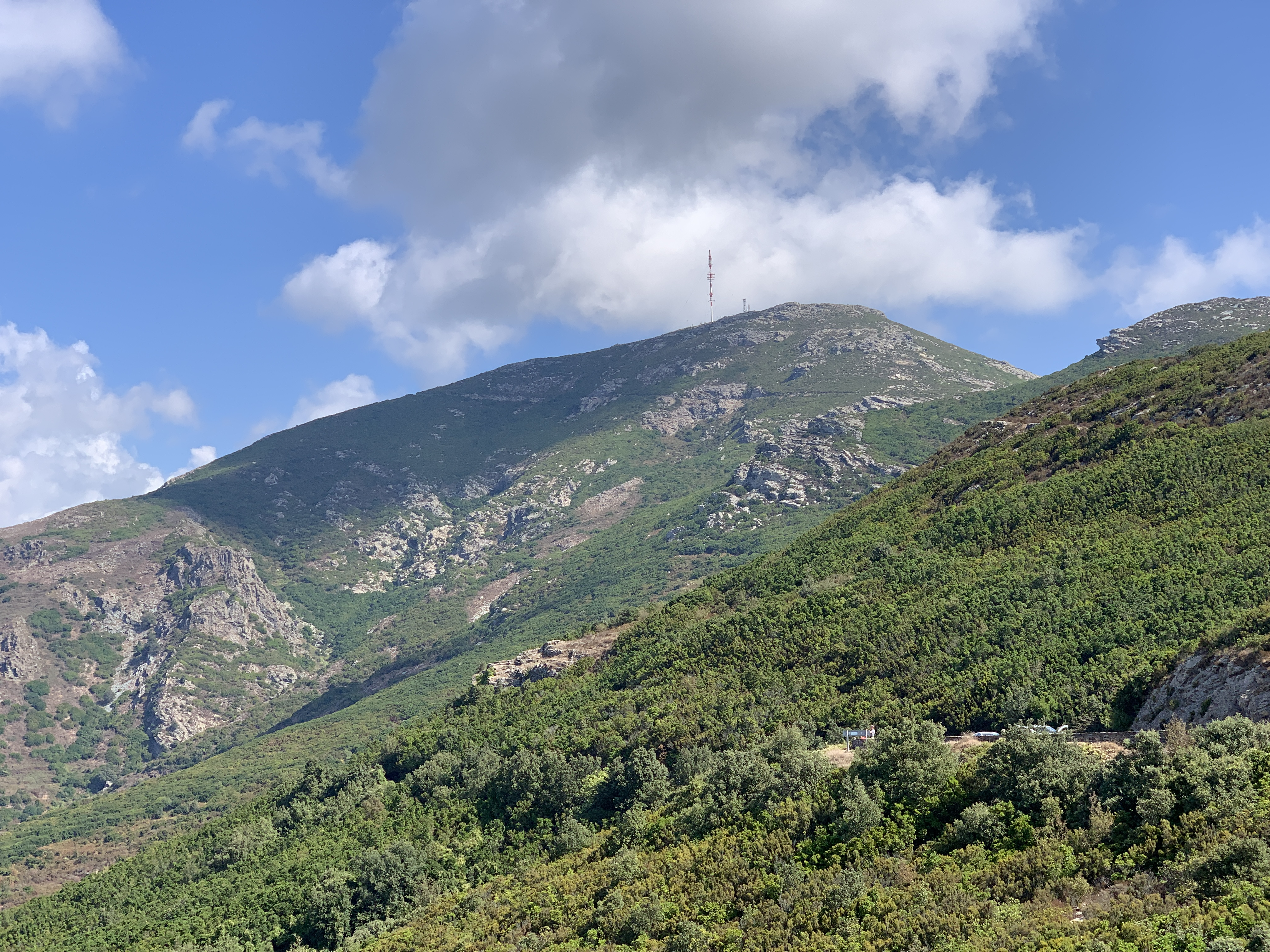
Serra di Pigno.

### Accès

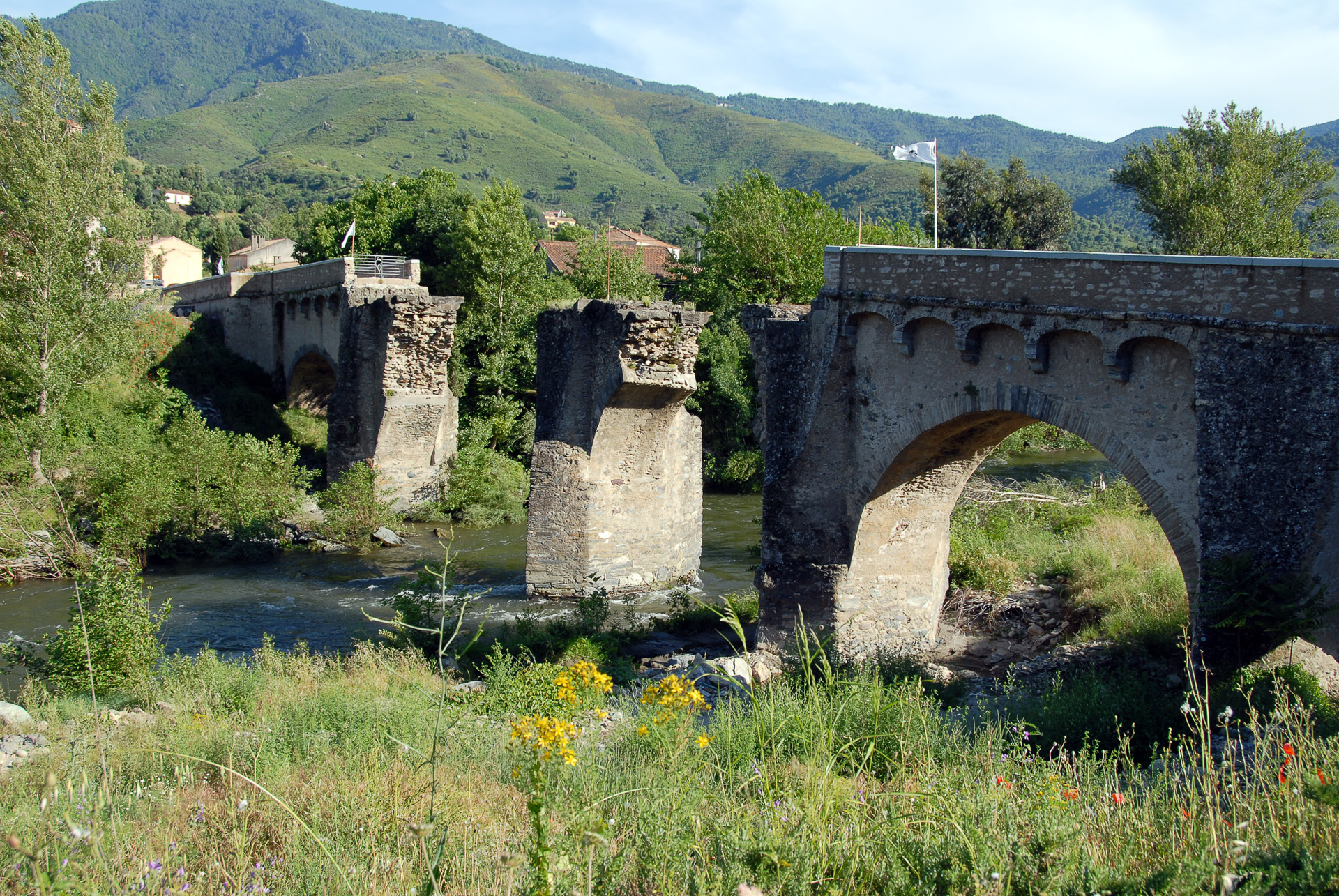
Pont sur le Golo à Pontenovo (Rostino).

#### Accès routiers
Plusieurs voies permettent desservent le Bastiais, les principales étant :
- RT 10 (ex-RN 198), axe majeur de l'île reliant Bastia à Bonifacio, traversant le secteur jusqu'à Taverna (Santa-Maria-Poggio) au sud ;
- RT 20 (ex-RN 193), axe majeur de l'île reliant les deux métropoles Ajaccio et Bastia par la vallée du Golo, traversant le secteur jusqu'à Ponte-Leccia à l'ouest.

#### Accès ferroviaires
Le Bastia est desservi par la ligne de Bastia à Ajaccio des chemins de fer de Corse, avec de nombreuses gares et haltes. La ligne de Ponte-Leccia à Calvi permet quant à elle de rejoindre l'extrémité ouest de la microrégion depuis la Balagne.

### Hydrologie
Le Bastiais comprend la basse vallée du Golo ainsi que la vallée du Fium'Alto.

## Composition

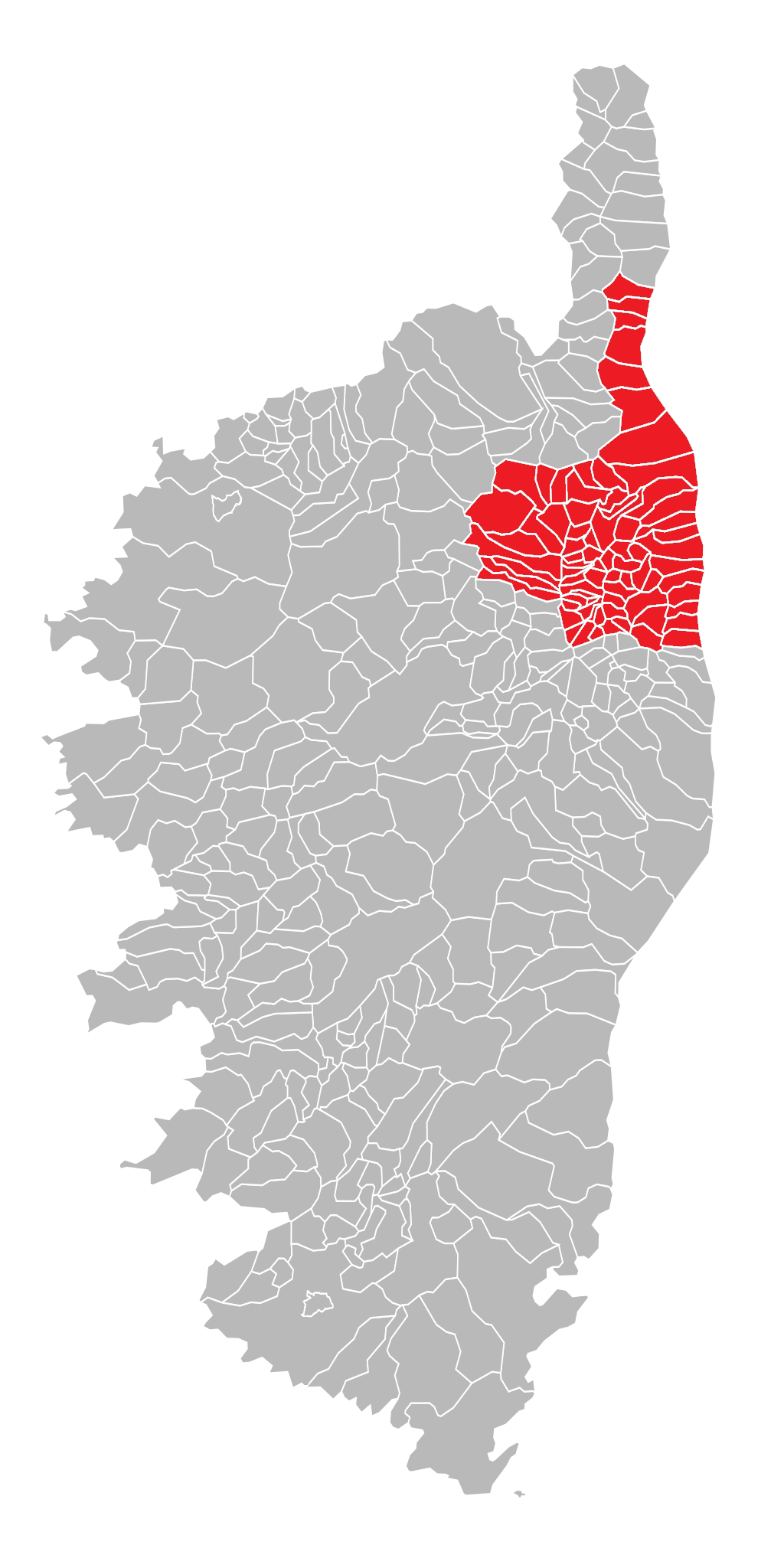
Carte des communes du Bastiais.

Le Bastiais, dans son acception large qui recouvre approximativement le territoire de l'ancienne province génoise de Bastia et correspond à la partie orientale de l'ancien diocèse de Mariana hormis ses paroisses cap-corsines, comprend les anciennes pièves et les communes suivantes :
| Piève     | Commune |
| --------- | --- |
| Ampugnani | Casabianca ; Casalta ; Croce ; Ficaja ; Giocatojo ; Piano ; Poggio-Marinaccio ; Polveroso ; La Porta ; Pruno ; Quercitello ; San-Damiano ; San-Gavino-d'Ampugnani ; Scata ; Silvareccio.                          |
| Casacconi | Campile ; Crocicchia ; Monte ; Olmo ; Ortiporio ; Penta-Acquatella ; Prunelli-di-Casacconi. |
| Casinca   | Castellare-di-Casinca ; Loreto-di-Casinca ; Ocagnano* ; Penta-di-Casinca ; Porri ; Sorbo* ; Venzolasca ; Vescovato.                                                                                               |
| Costiera  | Bigorno ; Campitello ; Canavaggia ; Lento ; Scolca ; Volpajola. |
| Lota      | Bastia-Terravecchia ; Cardo* ; Santa-Maria-di-Lota ; San-Martino-di-Lota ; Ville-di-Pietrabugno. |
| Marana    | Borgo ; Lucciana ; Vignale. |
| Moriani   | San-Giovanni-di-Moriani ; Santa-Lucia-di-Moriani ; Santa-Maria-Poggio ; San-Nicolao ; Santa-Reparata-di-Moriani.                                                                                                  |
| Orezza    | Brustico* ; Campana ; Carcheto* ; Carpineto ; Monacia-d'Orezza ; Nocario ; Parata ; Pastoreccia-d'Orezza* ; Piazzole ; Pie-d'Orezza ; Piedicroce ; Piedipartino ; Rapaggio ; Stazzona ; Valle-d'Orezza ; Verdèse. |
| Orto      | Bastia-Terranova ; Biguglia ; Furiani. |
| Rostino   | Bisinchi ; Castineta ; Frasso* ; Gavignano ; Morosaglia ; Pastoreccia-di-Rostino* ; Saliceto ; Valle-di-Rostino.                                                                                                  |
| Tavagna   | Pero-Casevecchie ; Poggio-Mezzana ; Taglio-Isolaccio ; Talasani ; Velone-Orneto. |

Les communes de Sorbo et Ocagnano fusionnèrent en 1827 pour former la commune de Sorbo-Ocagnano. La commune de Cardo fut supprimée en 1844 et rattachée à celle de Bastia. Les communes de Frasso et Pastoreccia-di-Rostino fusionnèrent en 1857 pour former la commune de Castello-di-Rostino. La commune de Pastoreccia-d'Orezza fut supprimée en 1866 et rattachée à celle de Piedicroce. Les communes de Brustico et Carcheto fusionnèrent en 1970 pour former la commune de Carcheto-Brustico.

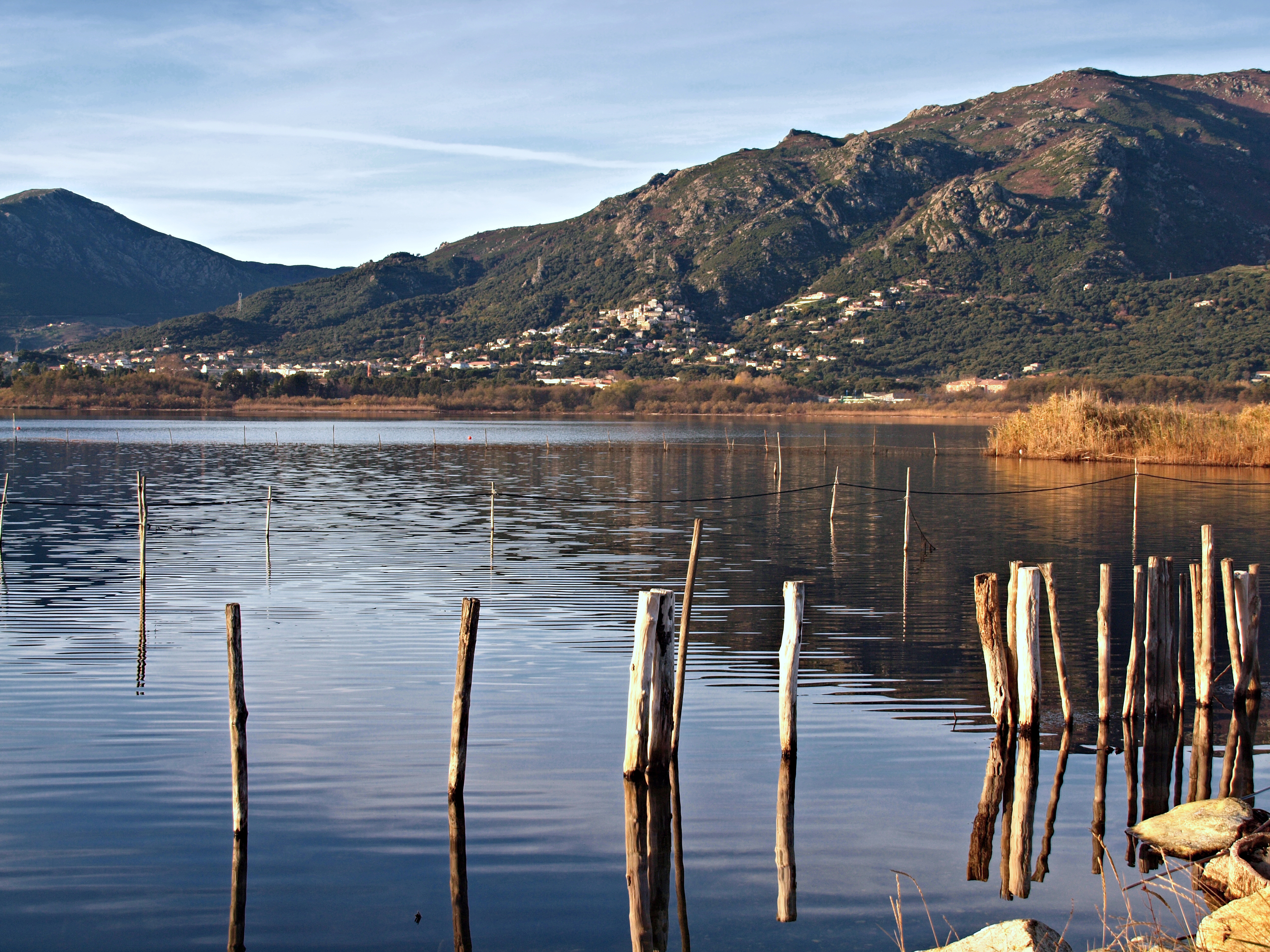
Biguglia.
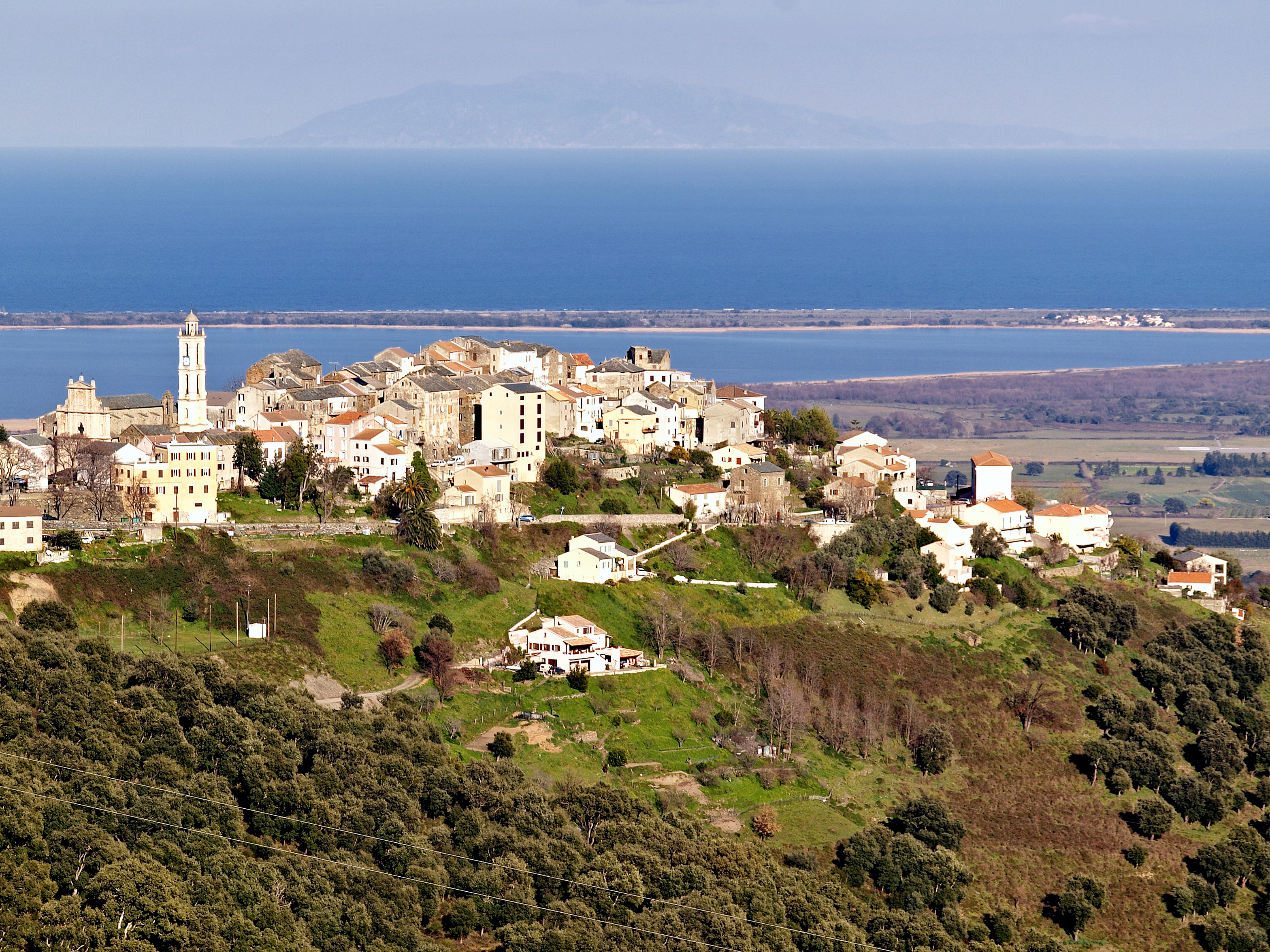
Borgo.
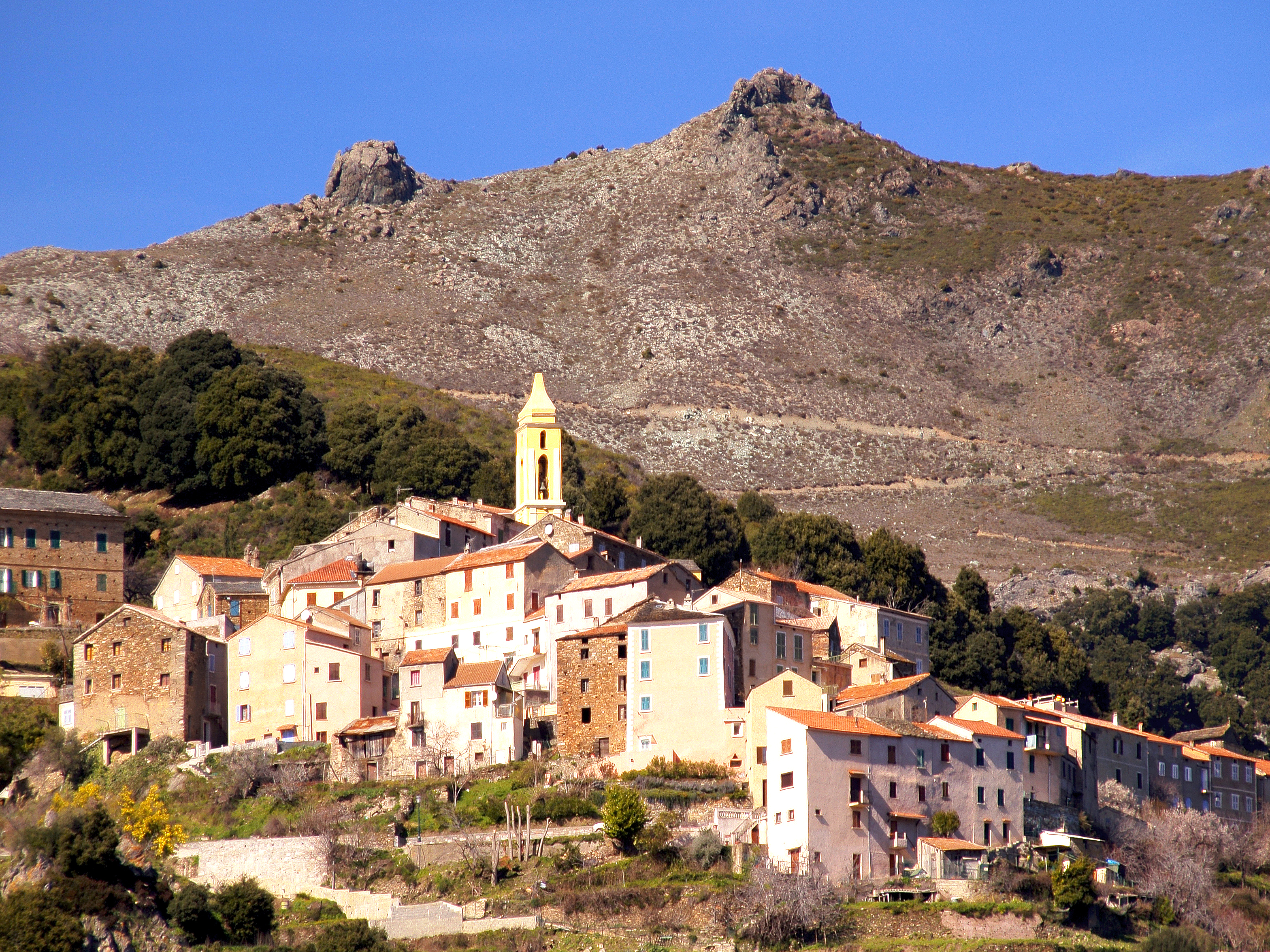
Lento.
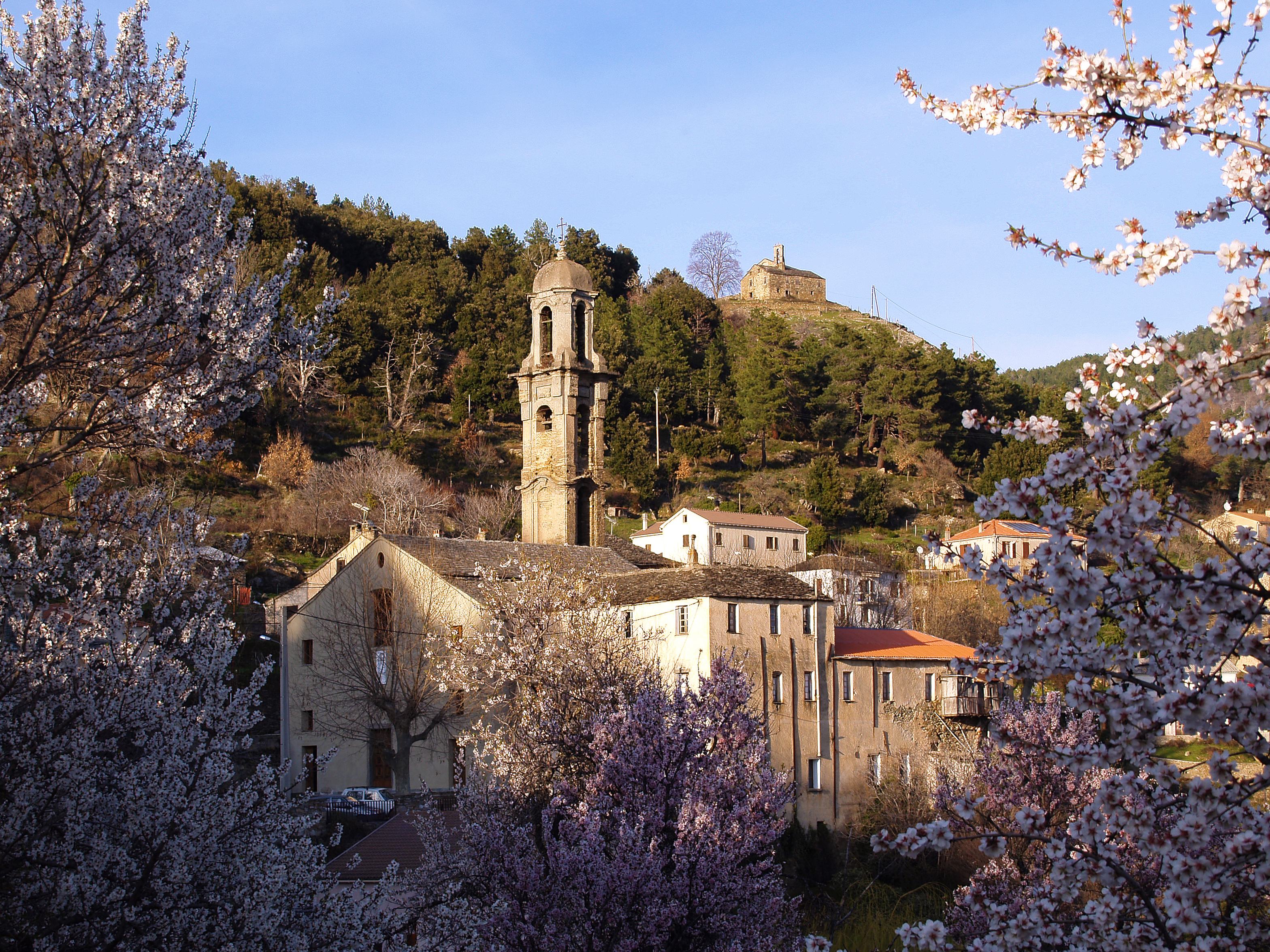
Morosaglia.
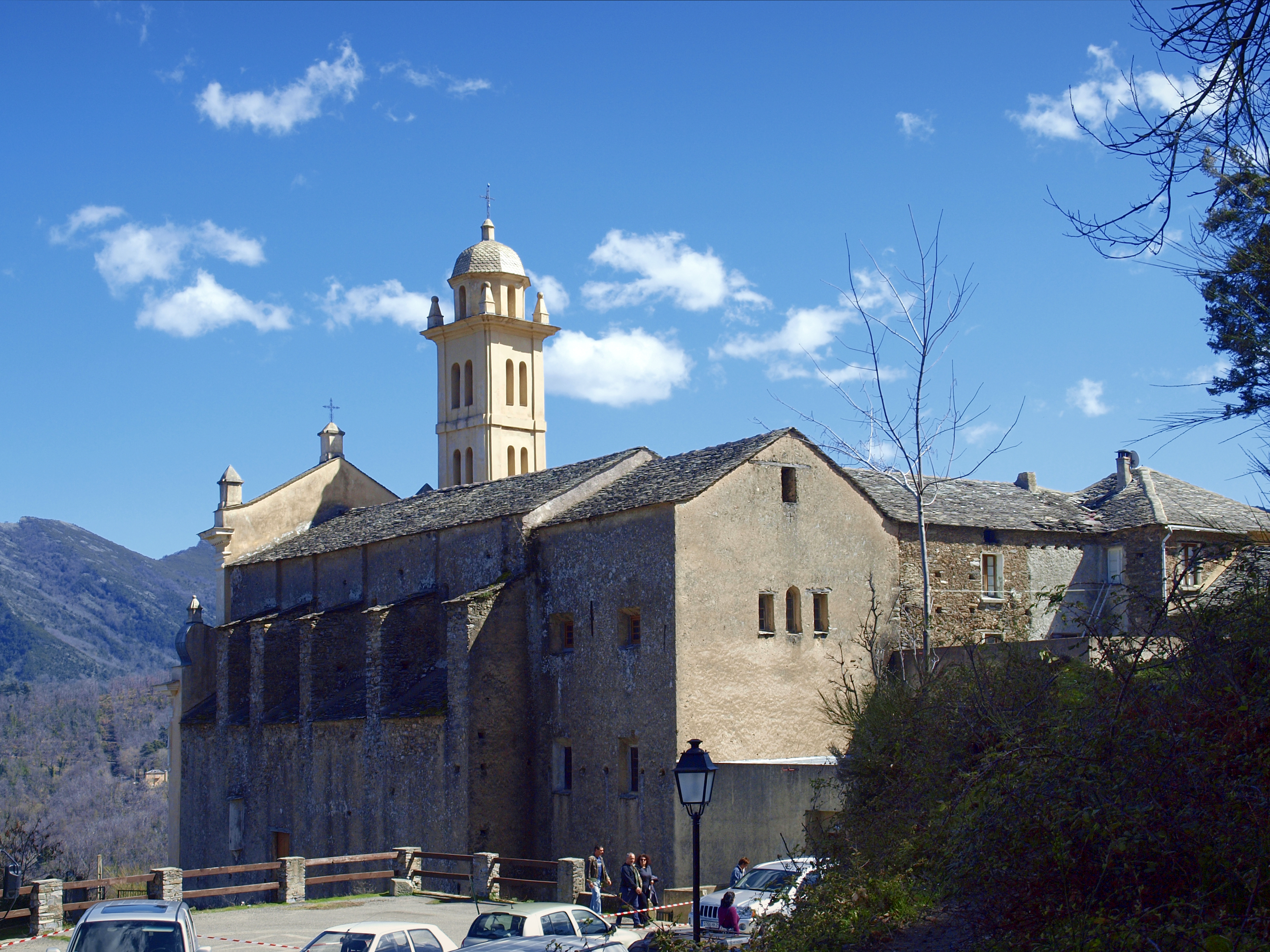
Piedicroce.
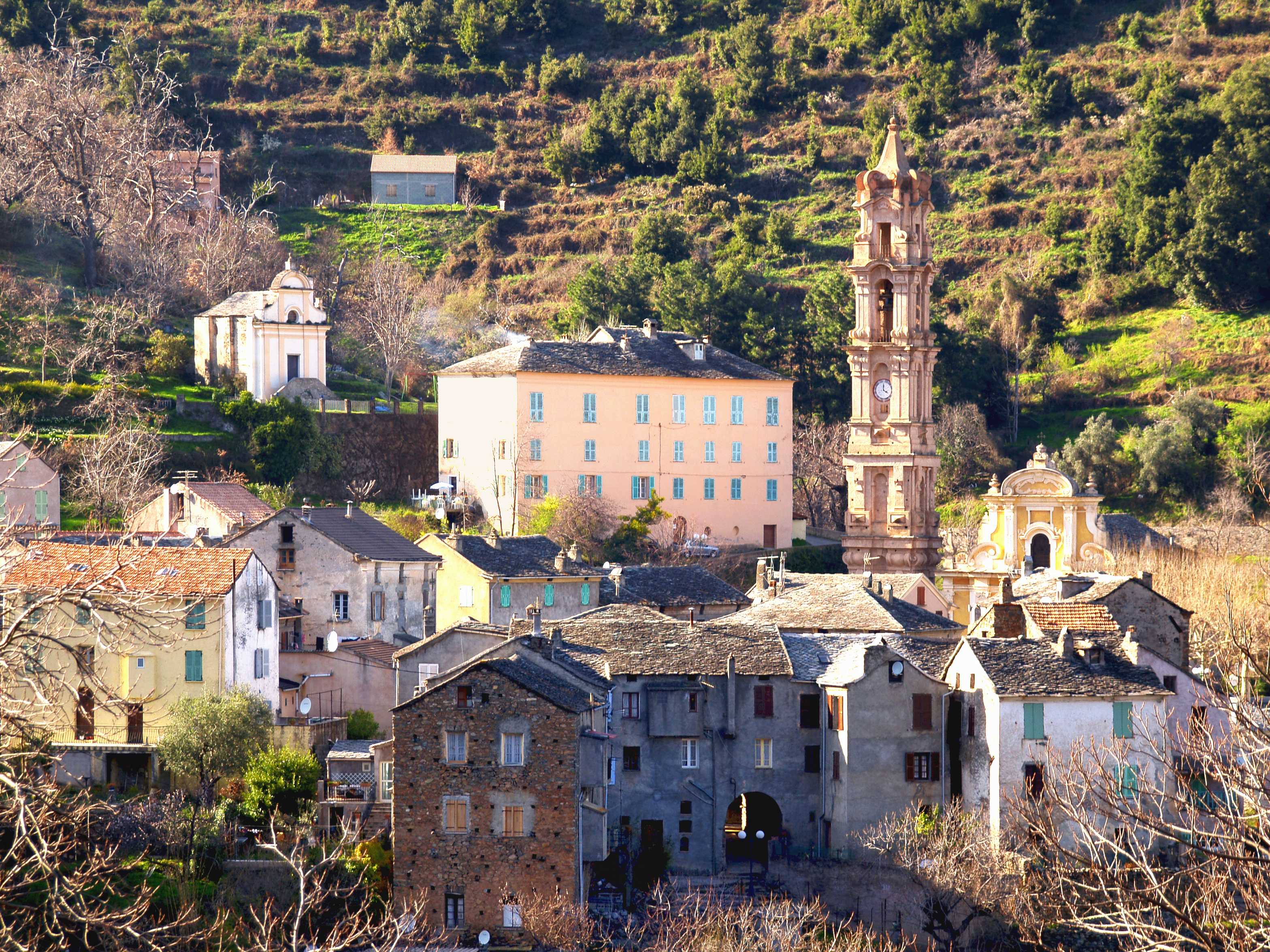
La Porta.
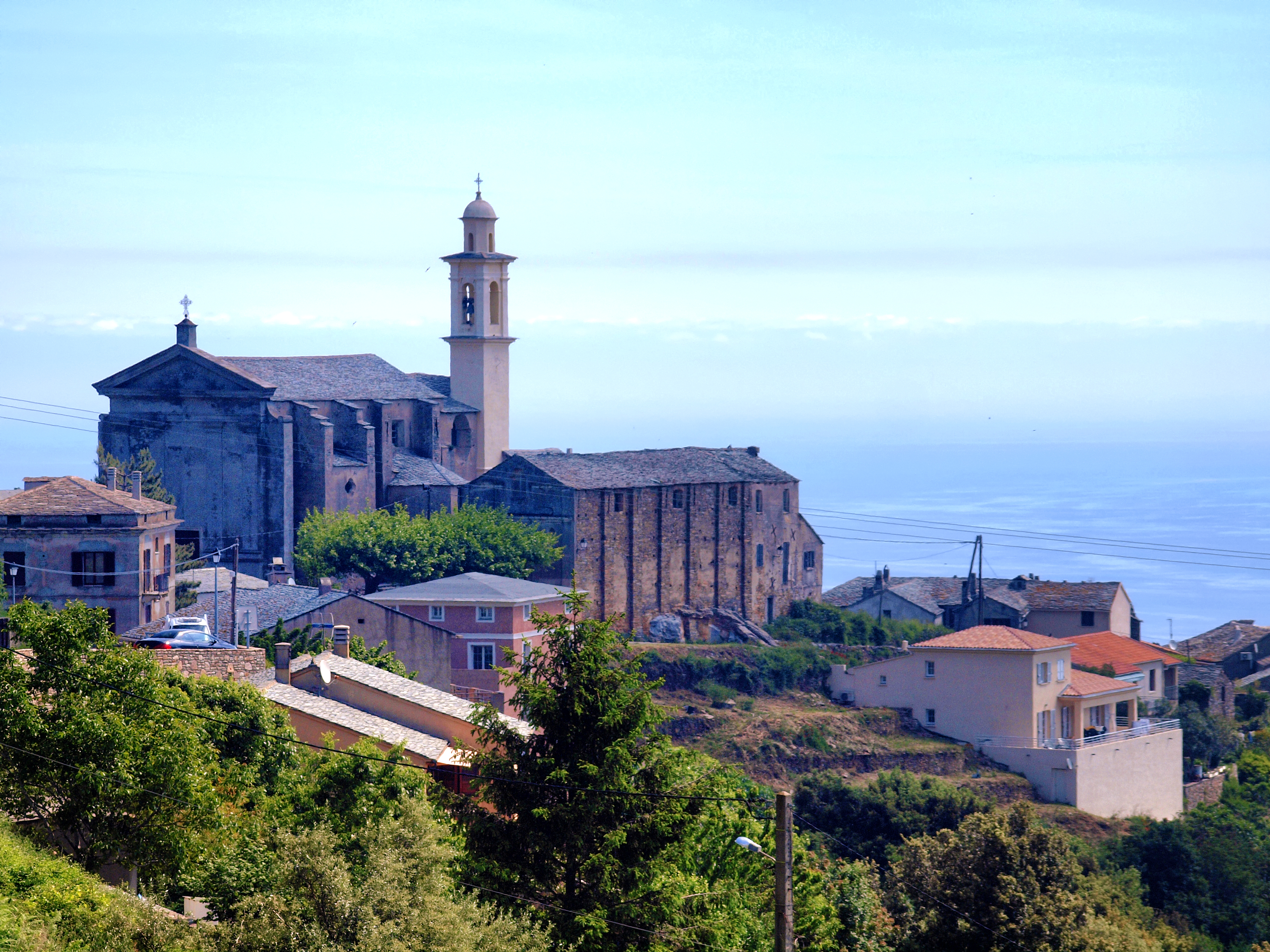
San-Martino-di-Lota.
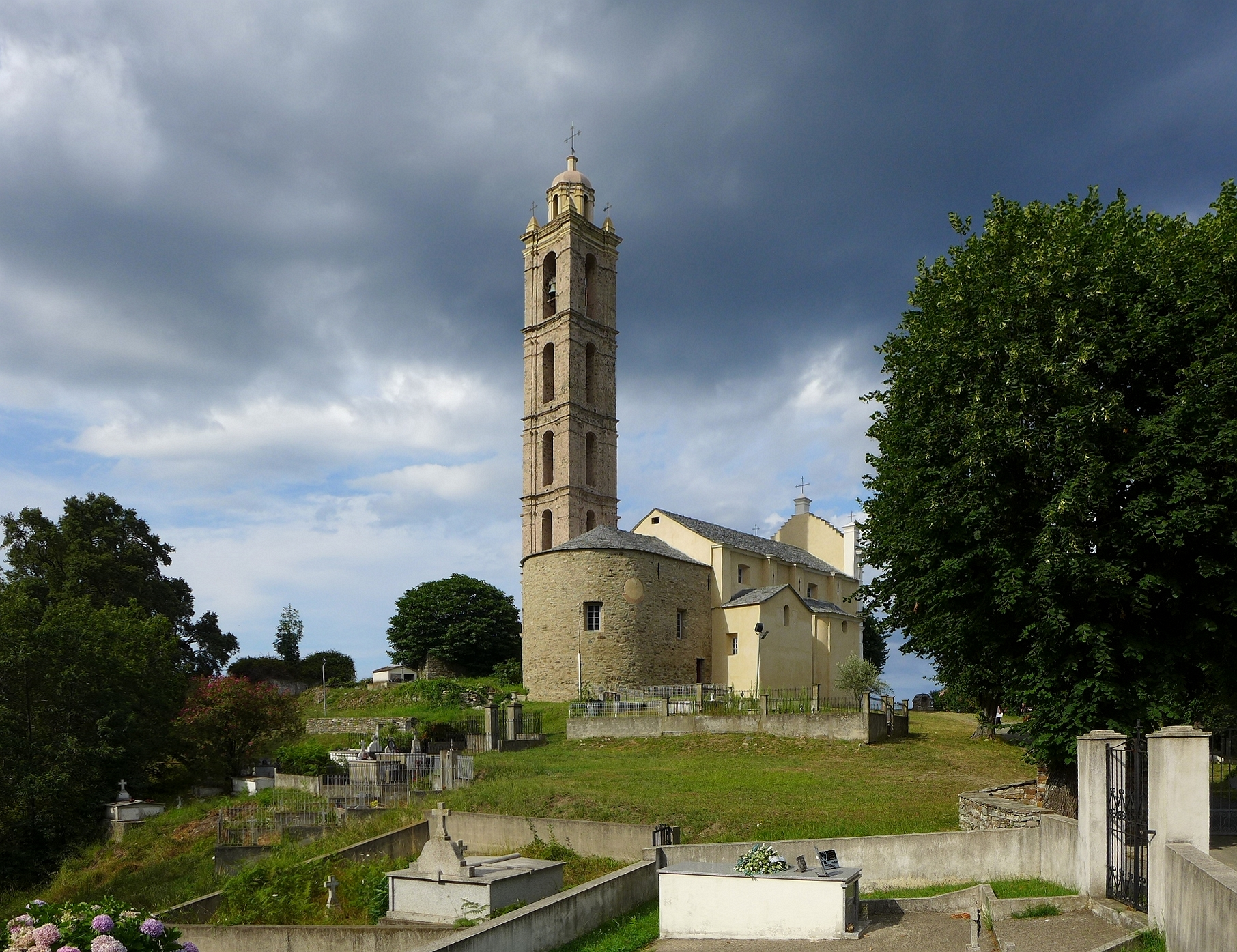
San-Nicolao.
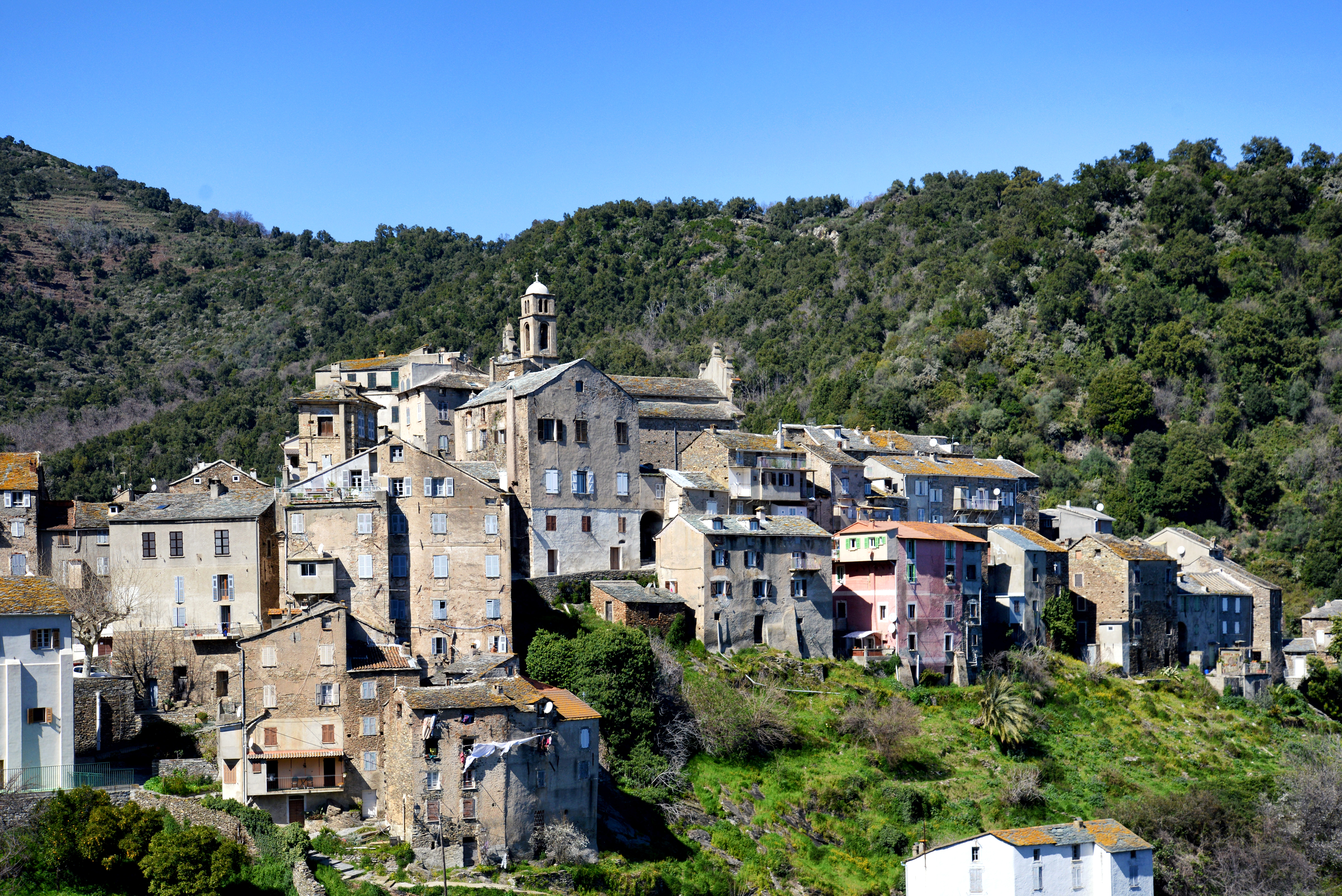
Vescovato.

## Toponymie
Le Bastiais tient son nom de la ville de Bastia. Il est appelé Bastiacciu en corse (prononcé [basˈtjaʧːu]) et Bastiese en italien (prononcé /basˈtjese/).